# مایکل یانگ
مایکل یانگ (انگلیسی: Michael W. Young؛ زادهٔ ۲۸ مارس ۱۹۴۹) دانشمند در زمینه ساعت زیستی اهل ایالات متحده آمریکا است.
وی در سال ۲۰۱۷ برای پژوهش‌هایش روی ساعت زیستی، به همراه مایکل روزبش و جفری هال برندهٔ جایزه نوبل فیزیولوژی و پزشکی شده‌است. بر اساس تحقیقات این سه محقق ثابت شد تغییرات ساعت در فصول مختلف باعث اختلال و آسیب در روند فعل و انفعالات ریتمی و عصبی بدن انسان می‌شود.